# چاه موتور الله یار
چاه موتور الله یار، روستایی در دهستان چاه مسافر بخش کوه یخاب شهرستان عشق‌آباد در استان خراسان جنوبی ایران است.

## جمعیت
بر پایه سرشماری عمومی نفوس و مسکن در سال ۱۳۹۵، جمعیت این روستا برابر با ۲۶ نفر (۸ خانوار) بوده است.